# École spéciale des travaux publics, du bâtiment et de l'industrie
École spéciale des travaux publics, du bâtiment et de l'industrie (ESTP) je soukromá nezisková technická škola (grande école), která se specializuje výhradně na stavebnictví. Od roku 2011 probíhá prezenční výuka v areálu Cachan o rozloze 6 hektarů na jižním předměstí Paříže a od roku 2012 výuka pro dospělé v ulici Charras v 9. pařížském obvodu. Od roku 2017 je pobočka také v Troyes.
ESTP založil v roce 1891 Léon Eyrolles a v roce 1921 byla oficiálně uznána státem.

## Slavní studenti a absolventi
- Moshe Feldenkrais, ukrajinsko-izraelský inženýr a fyzik
- Nicolas Grunitzky, druhý prezident Toga
- Menachem Mendel Schneerson, akronymem Ramaš, známý jako Lubavičský rebe či mezi chasidy jen jako Rebe, byl významný chasidský rabín, který byl sedmým a posledním rebem (duchovním vůdcem) chasidského hnutí Chabad Lubavič, které vedl po dobu čtyřiceti let
- Saïd Ben Saïd, tuniský filmový producent